# Phoxacromion kaneharai
A Phoxacromion kaneharai a csontos halak (Osteichthyes) főosztályának a sugarasúszójú halak (Actinopterygii) osztályába, ezen belül a sügéralakúak (Perciformes) rendjébe, a gébfélék (Gobiidae) családjába és a Gobiinae alcsaládjába tartozó faj.
Nemének egyetlen faja.

## Előfordulása
A Phoxacromion kaneharai előfordulási területe a Csendes-óceán északnyugati része. A Japán Rjúkjú-szigetek endemikus hala.

## Megjelenése
Ez a gébféle legfeljebb 2,2 centiméter hosszú; a nőstények, csak 2 centiméteresre nőnek meg. 26 csigolyája van. Hátúszóján 7 tüske látható. Az állkapocscsontja jól fejlett, és kissé előreugró. A kopoltyúnyílása keskeny.

## Életmódja
Szubtrópusi és tengeri hal, amely magányosan, a törmelékes vagy kavicsos aljzaton él. Általában 2-3 méteres mélyben tartózkodik, de akár 20 méter mélyre is lemerülhet. A gyenge vízáramlású öblöket kedveli.